# Kupola

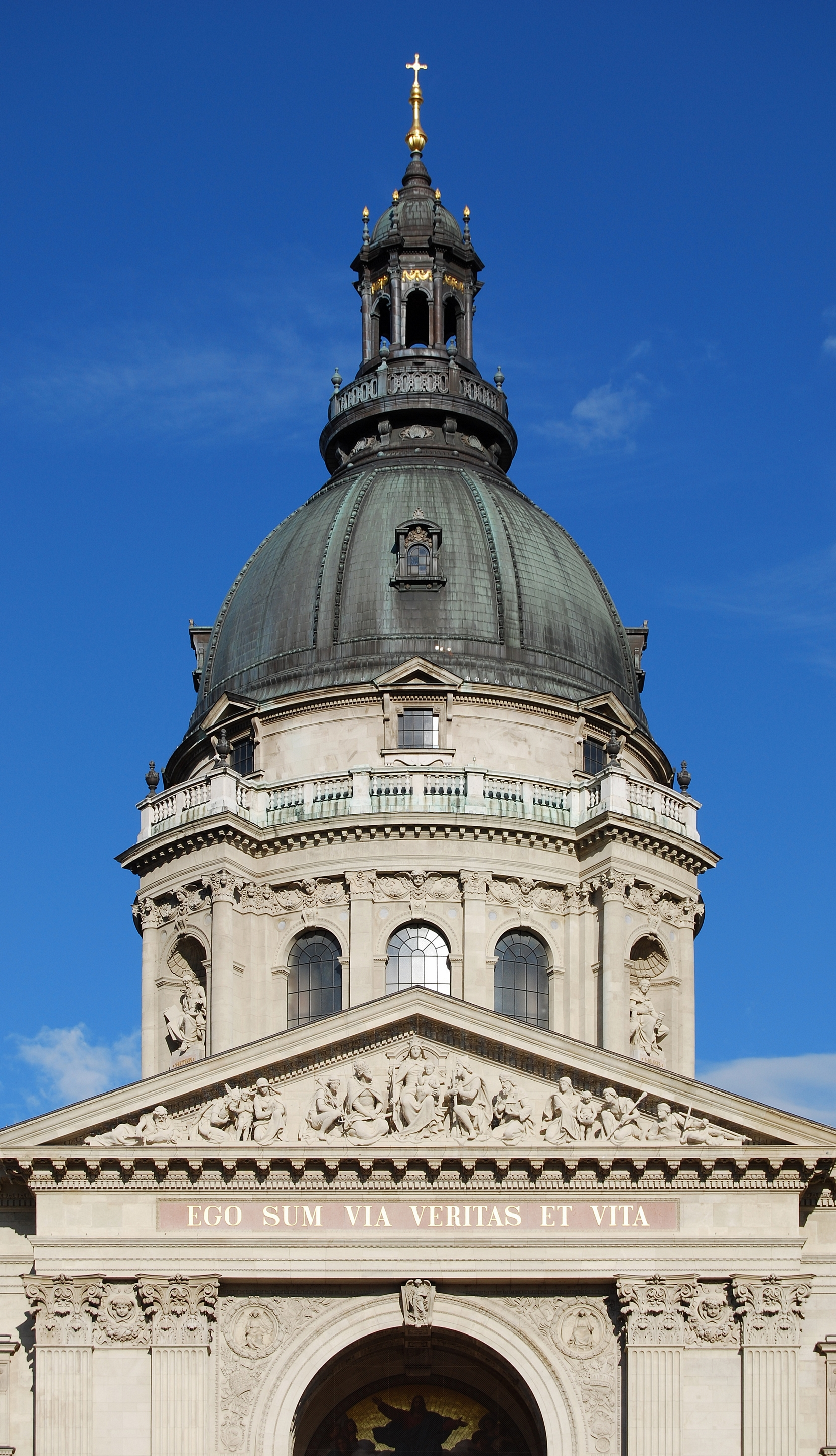
A budapesti Szent István-bazilika kupolája

A kupola az építészetben kör vagy ellipszis alaprajzú, jellemzően félgömbszerű, csúcspontján záródó boltozat. Látványos építészeti elem, ugyanakkor statikai szempontból is kedvező tulajdonsága, hogy a felületi nyomóerő és a hatalmas önsúlyból adódó gyűrűsfeszültség révén szerkezetileg rendkívül stabil.
A kupola szó eredete a latin cupa (’csöbör’, ’ivóedény’) kicsinyítő képzős változata, a cupula (’'csöbröcske'’), ez az itáliai ejtésnek megfelelő cupola formában jutott el az európai nyelvekbe (német Kuppel, holland koepel, spanyol cúpula stb.), így a magyarba is. A szóhasadás feltehetően a kupolaboltozat és a deszkára száradni kitett, szájával lefelé borított csöbör hasonlatosságának köszönhető.
Néhány nyugat-európai nyelv az egyházi latin domus ecclesiae (’gyülekezeti ház’, azaz ’templom’) szókapcsolat önállósult első felét használja a kupola leírására (itt a hatás nyilvánvalóan a román kori templomépítészet által népszerűsített formának köszönhető): angol dome, francia dôme, olasz duomo).

## Története

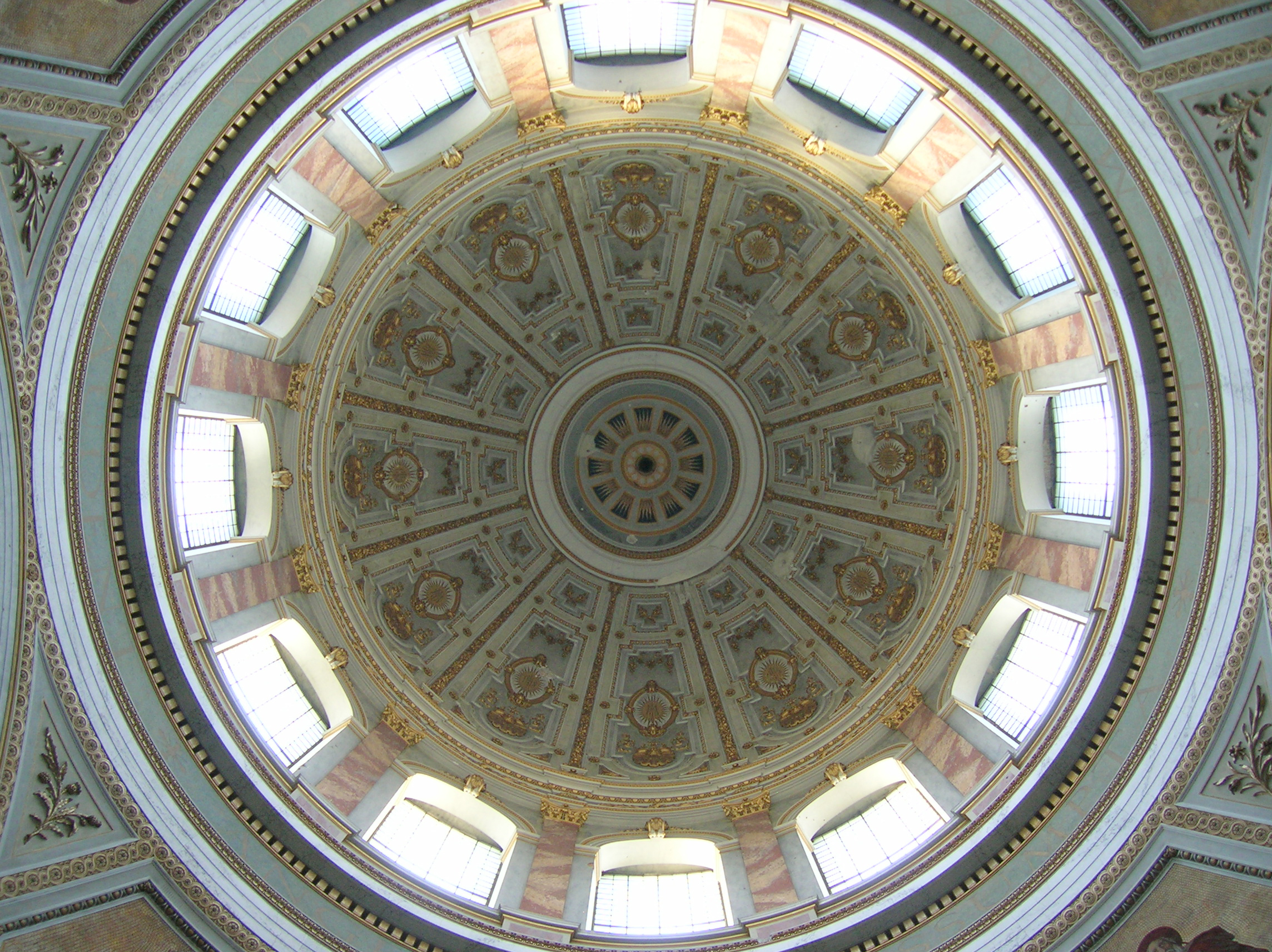
A Nagyboldogasszony és Szent Adalbert prímási főszékesegyház kupolájának belső tere (Esztergom, Magyarország)

A kupola mint építészeti elem előzményeként a perzsák kisebb terek lezárásaként már alkalmaztak szférikus álboltozatot. Ez a technika még az ókorban eljutott a Földközi-tenger medencéjébe, ahol különösen a római építészetben hódított (például Pantheon (Róma)). A kora középkorban a bizánci szakrális építészet egyik kedvelt eleme volt (Hagia Szophia, Isztambul), majd a későbbi századokban alkalmazása feledésbe merült. Ugyanakkor az iszlám világ szakrális építészetében a 7. század óta folyamatosan alkalmazott építészeti megoldás.
Nyugat-Európában a reneszánsz idején került ismét az építészek érdeklődésének homlokterébe, és a 15. századtól előbb Itália egyházi építészetében lett népszerű (Santa Maria del Fiore, Firenze, Filippo Brunelleschi, 1436), majd a 17. századtól főként francia földön jött divatba, immár teret hódítva az udvari, majd egyre inkább a középítészetben is (Sorbonne, Párizs, Jacques Lemercier, 1642; Invalidusok dómja, Párizs, Jules Hardouin-Mansart, 1708).

## Szerkezeti jellemzők

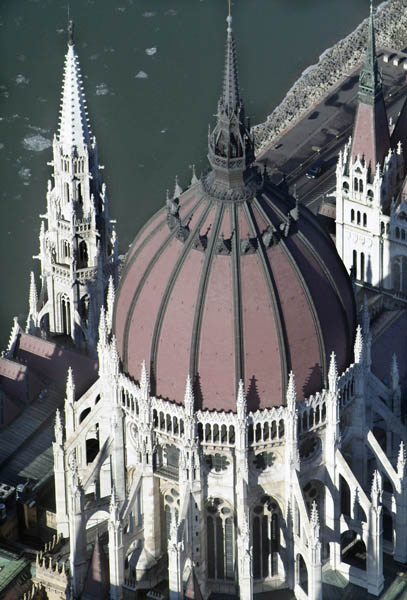
Az Országház kupolája (Budapest)

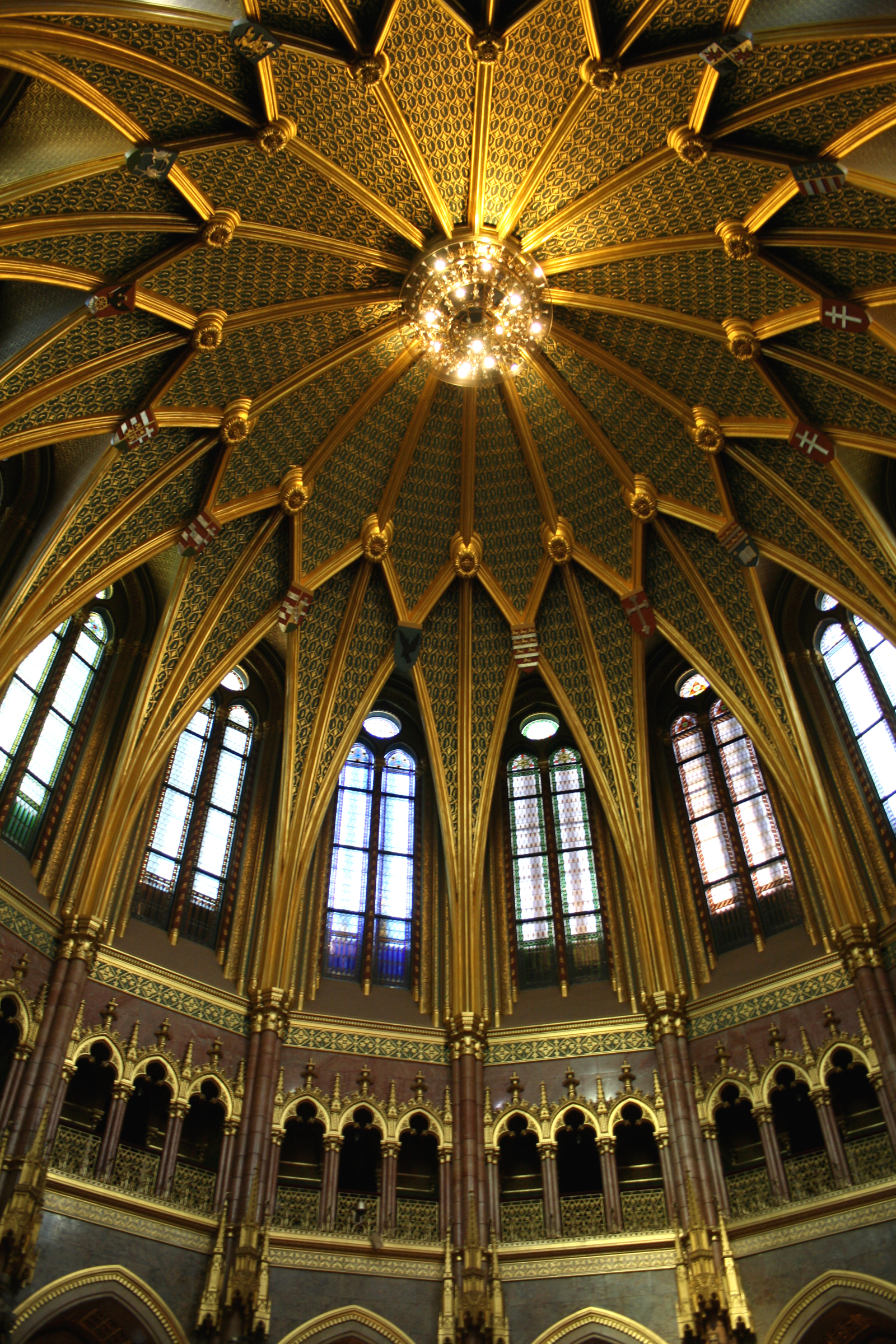
Az Országház kupolacsarnoka

A zárt boltozatok alaptípusa, mivel alapkörén folyamatosan támaszkodik.
A négy- vagy sokszög alaprajzú szerkezeti elemekre a falazat fölötti kupola terhelését számos esetben a csegely viszi át. Ez tulajdonképpen gömbháromszög alakú boltozat, ami a kupola talpkörétől szerkezeti átvezetést biztosít a falakhoz (csegelyes kupola).
Más esetekben a sokszög alak végig megmarad; ilyenkor a kupola gömbszeletekből áll össze.
A kupola és a csegely közé gyakorta kerül dob vagy tambur, azaz a kupola alaprajzát követő faltest: ebben helyezik el a kupolával fedett kupolateret megvilágító nyílásokat, ablakokat – az ilyen kupola a dobkupola, avagy tamburos kupola. A dobot kívülről gyakran oszloprendek övezik.
A csegelyt már a rómaiak is ismerték, de alkalmazását a bizánciak tökéletesítették; a dobkupola pedig főként a reneszánsz és a barokk építészetben lett népszerű. A dob megjelenése előtt a kupolatér megvilágítására a kupolaboltozat záradékánál meghagyott nyílás, az opeion szolgált, miután azonban a körbefutó dobon helyezték el az ablaknyílásokat, e fölé kör- vagy sokszög alaprajzú kis lanternákat helyeztek el.
Egyfajta kupolaféleség az exedra is: ez a római építészetben a félkör alaprajzú terek fölé emelt boltozat volt; ebből alakult ki a kora keresztény időkben a ma is ismert apszis (szentélyfülke) és annak félkupolája.

### Forma szerinti kupolatípusok
A kupola alakja technológiai vagy esztétikai meggondolásokból sokszor eltér az ideális félgömb formától. Gyakori a csúcsíves, elliptikus vonalvezetés. A lanternás, tamburos, kettős kupola a reneszánsz dómok leghangsúlyosabb eleme.
Félgömbkupola: Szabályos félgömb keresztmetszetű kupola.
Emelt ívű kupola: A szabályos félgömbnél magasabb kupola.
Lapos kupola: A szabályos félgömbnél alacsonyabb kupola, tulajdonképpen gömbszeletboltozat. A bizánci és a muzulmán szakrális építészetre jellemző. A 18. századtól Nyugat-Európában is megjelent, de csak mint a belső térszerkezetet díszítő elem: a födémzetből kiinduló, de az attika szintjéig sem ívelő, kívülről nem látható kupola belső felületét gazdagon díszítették.
Kettős héjú kupola: a 16. századtól elterjedt forma: a kupola fölé a tömeghatás érdekében egy második, kisebb külső kupolát is építenek.
Bordás kupola: A terhelést átvivő bordákból álló kupola. Egyik változata a cikkelyes kupola, amelynél a bordák közeit, a boltsüvegeket is átboltozzák (egyéb elnevezései: esernyőboltozat, vitorlaboltozat).

### Hemiszférikus, kupolaszerű tetőszerkezetek
A köznyelvben kupola néven ismertek olyan, többnyire félgömbszerű tetőszerkezetek, amelyek azonban építészeti szempontból nem felelnek meg a boltozat, ezen belül a kupola ismérveinek, azaz nem falazóelemekből összeállított, önhordó szerkezetek. Ilyenek a 19. század második felében elterjedt fémszerkezetű, különféle héjazattal borított, esetenként üvegszemes kupolák (uszodák, sportlétesítmények), a 20. században megjelent betonkupolák (planetáriumok) vagy a csillagvizsgálók forgatható fémkupolái.
Hasonlóképpen csak nevében kupola a hagymakupola, amely szerkezetileg hagyma alakú, alsó részén kidomborodó, felül kihegyesedő toronysisaktípus. A keleti keresztény egyházak és Közép-Ázsia építészetére jellemző.

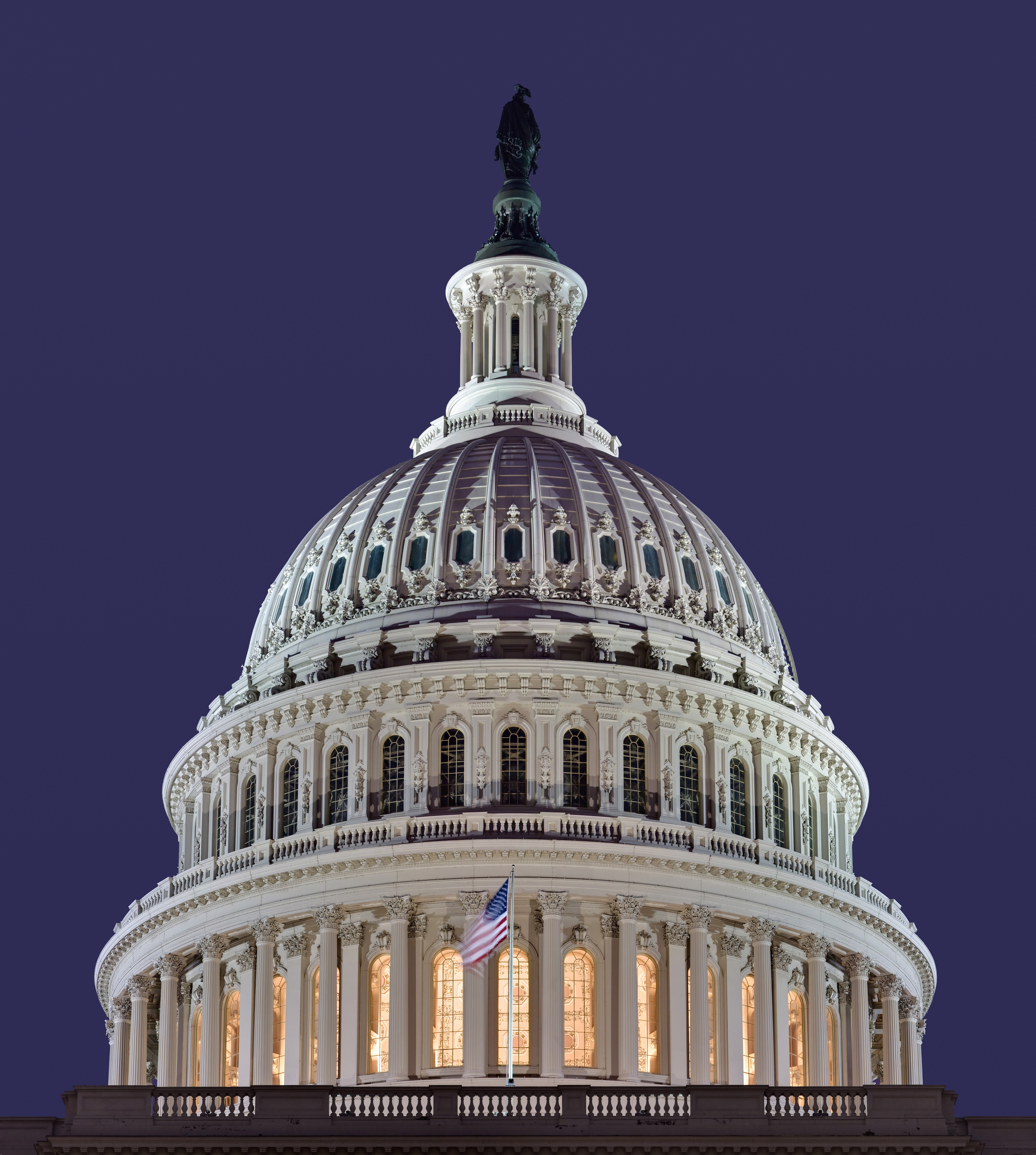
A USA Capitoliumának kupolája, Washington, USA
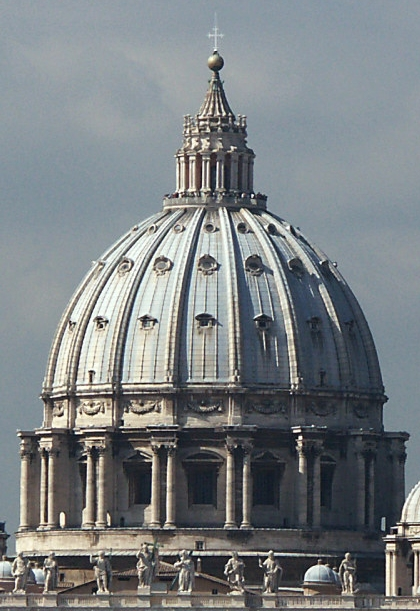
A Szent Péter-bazilika kupolája, Vatikán város, Vatikán
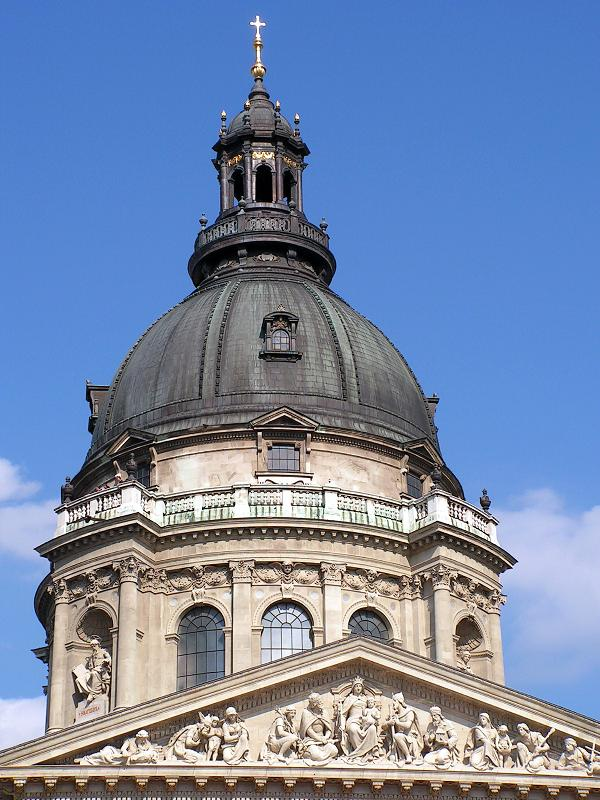
A Szent István-bazilika kupolája, Budapest, Magyarország
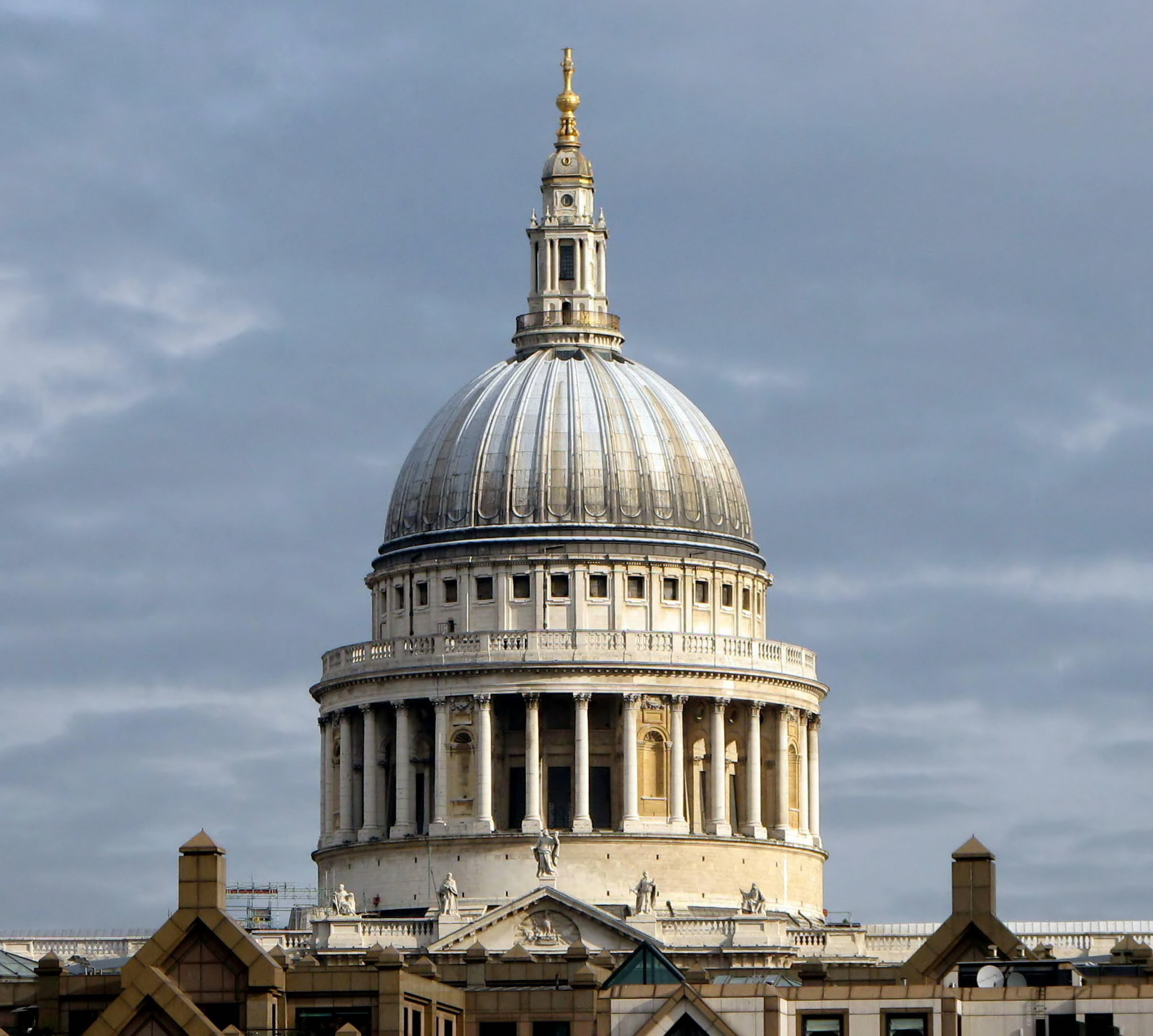
A Szent Pál Székesegyház kupolája, London, Egyesült Királyság
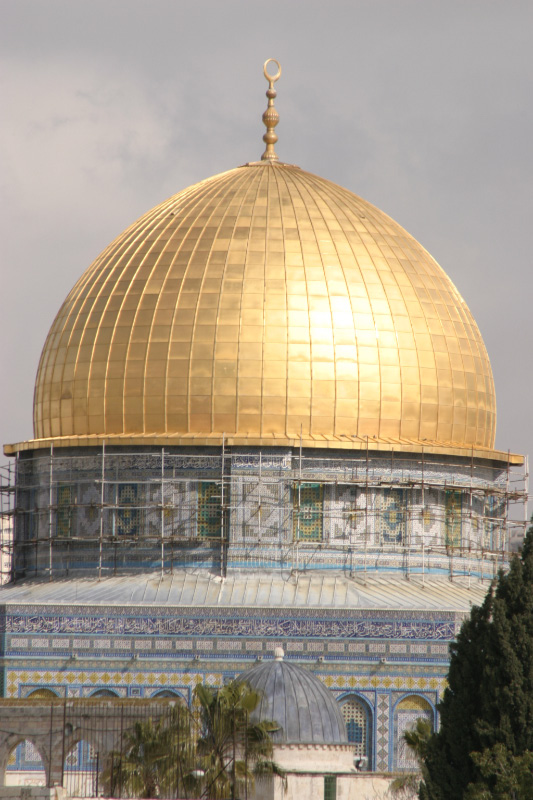
A Sziklamecset épületének kupolája, Jeruzsálem, Izrael
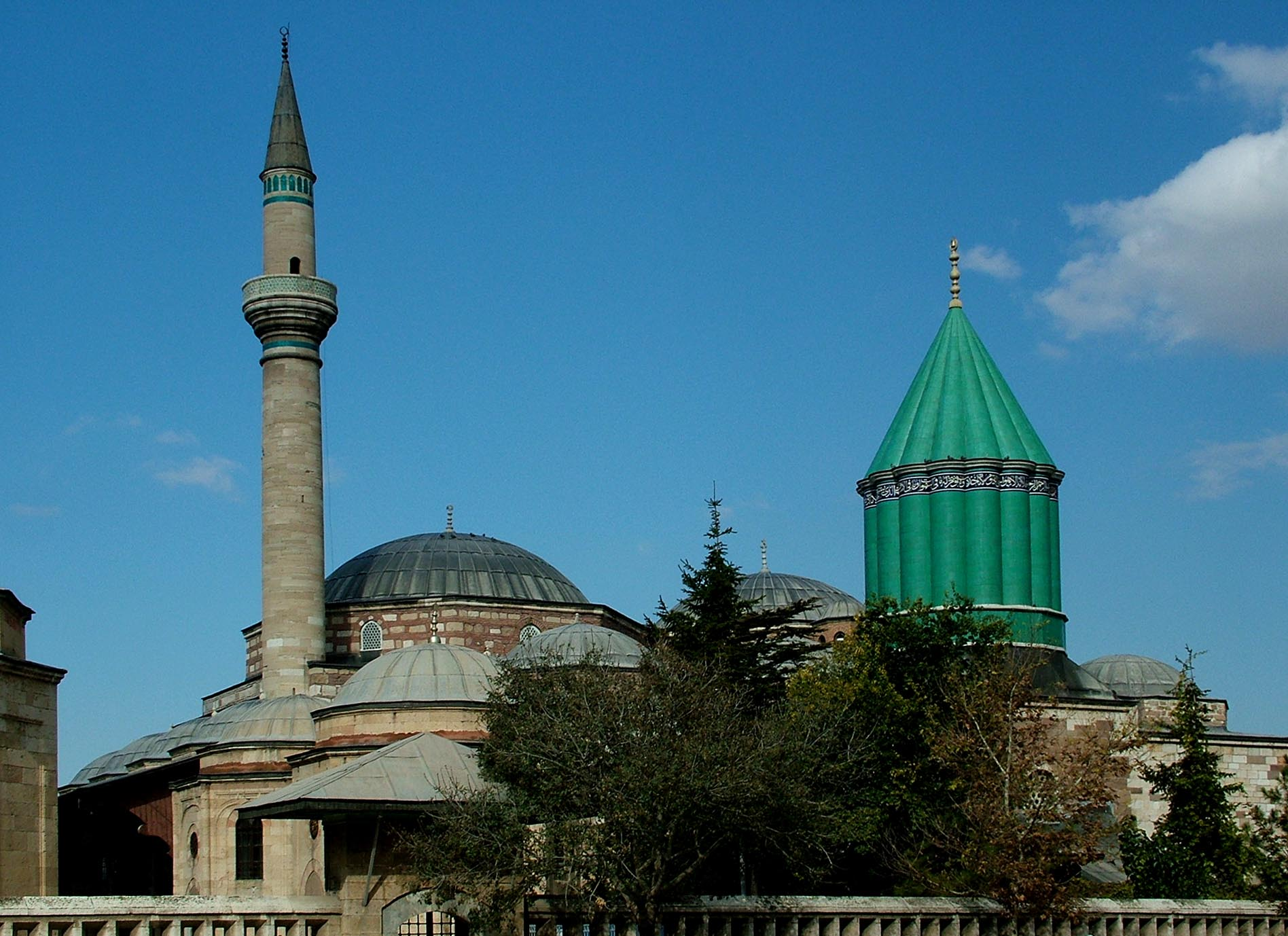
Konya,Mevlana múzeum
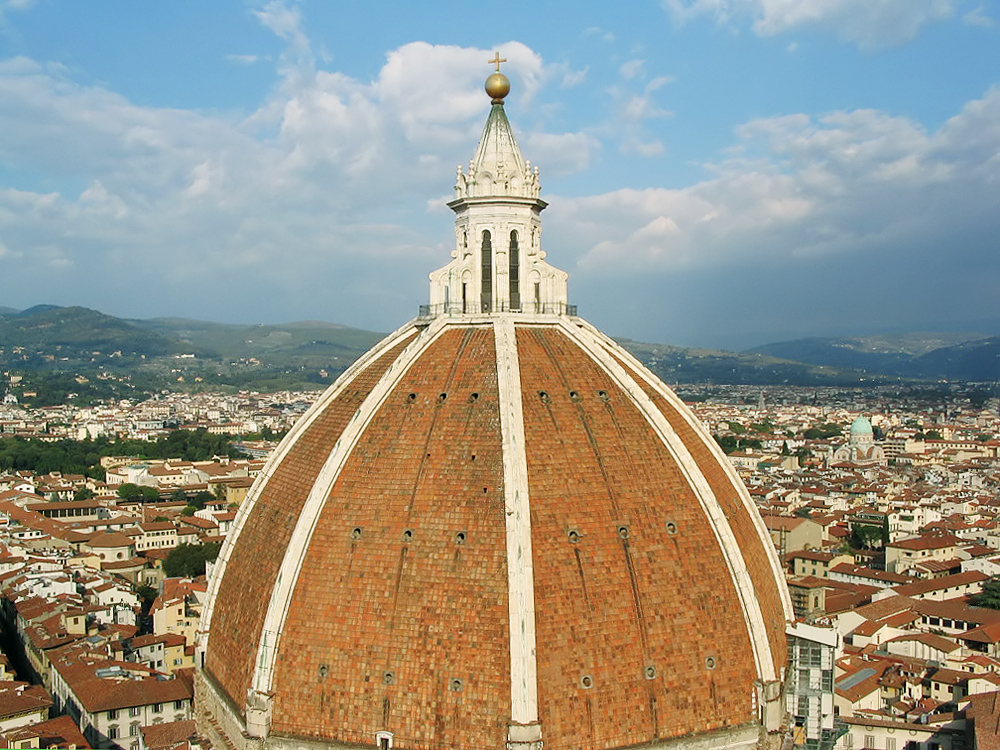
A Santa Maria del Fiore főszékesegyház kupolája, Firenze, Olaszország

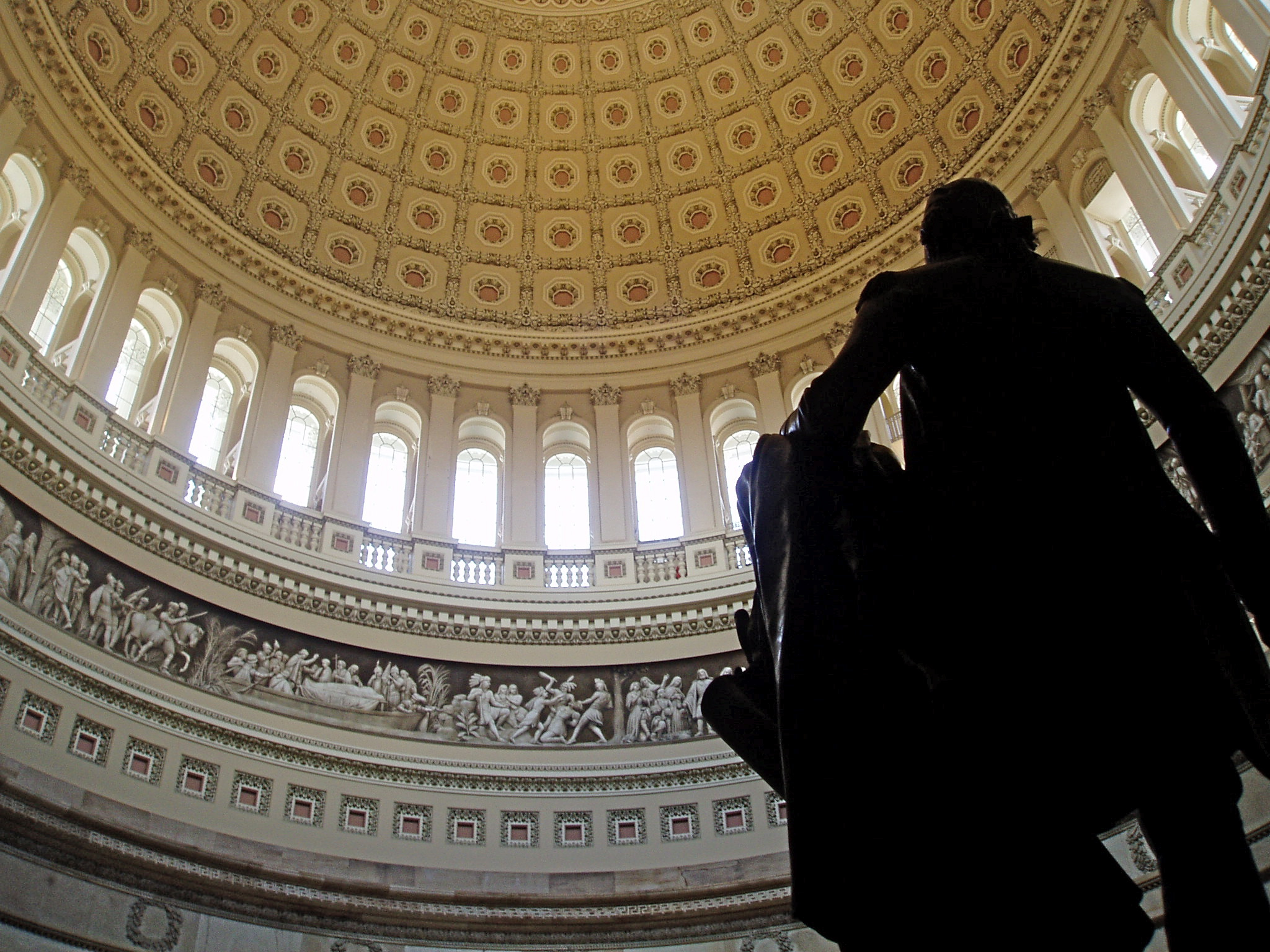
Az USA Capitoliumának kupolája belülről, Washington, USA
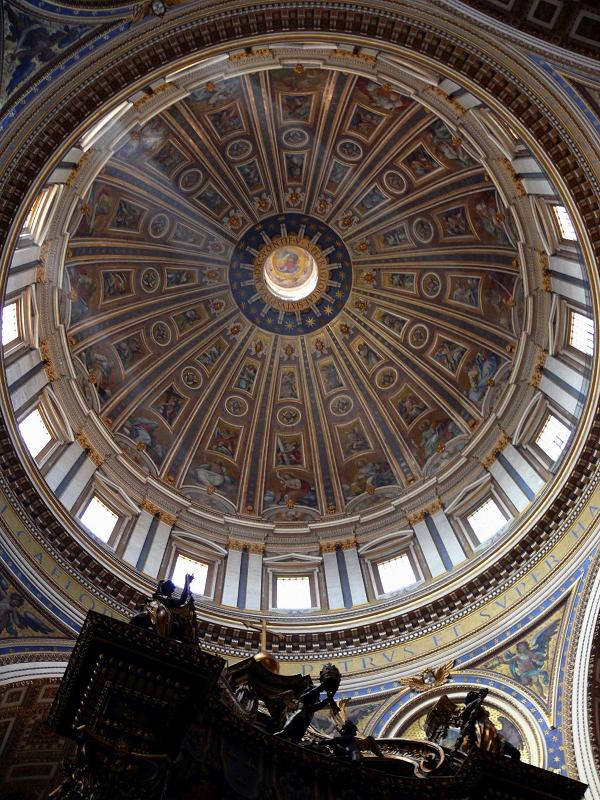
A Szent Péter-bazilika kupolájának belseje, Vatikánváros, Vatikán
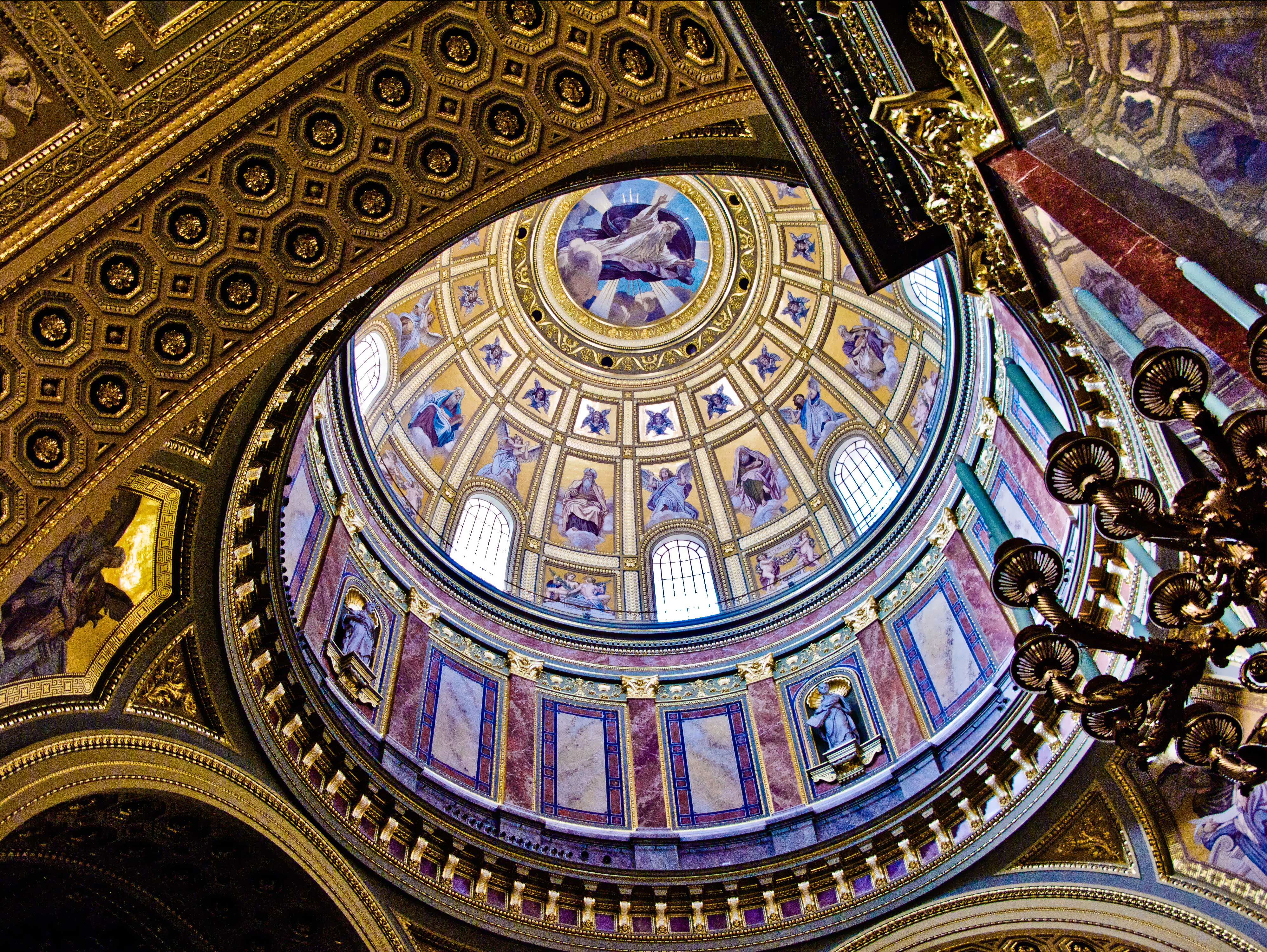
A Szent István-bazilika kupolájának belseje, Budapest, Magyarország
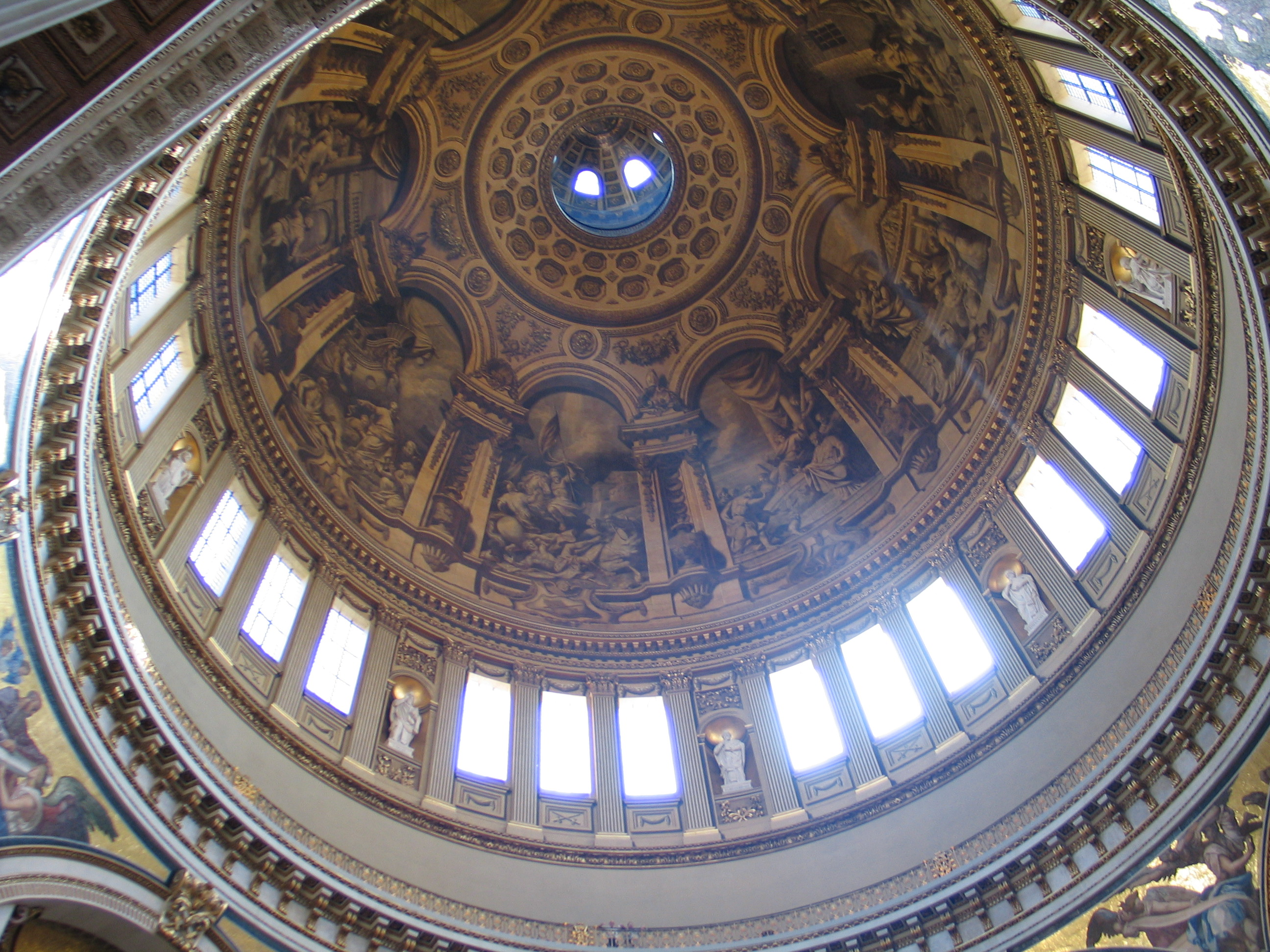
A Szent Pál Székesegyház kupolájának belseje, London, Egyesült Királyság
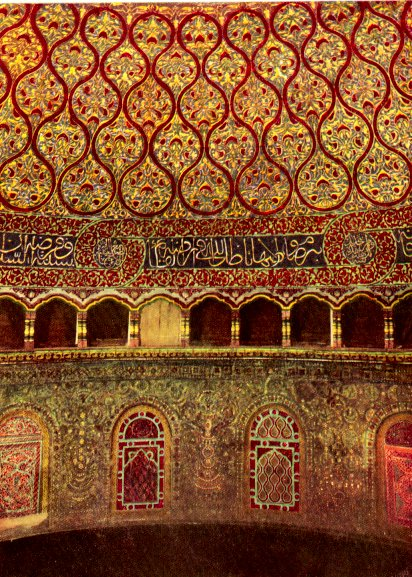
A Sziklamecset épületének kupolájának emelkedése belülről, Jeruzsálem, Izrael
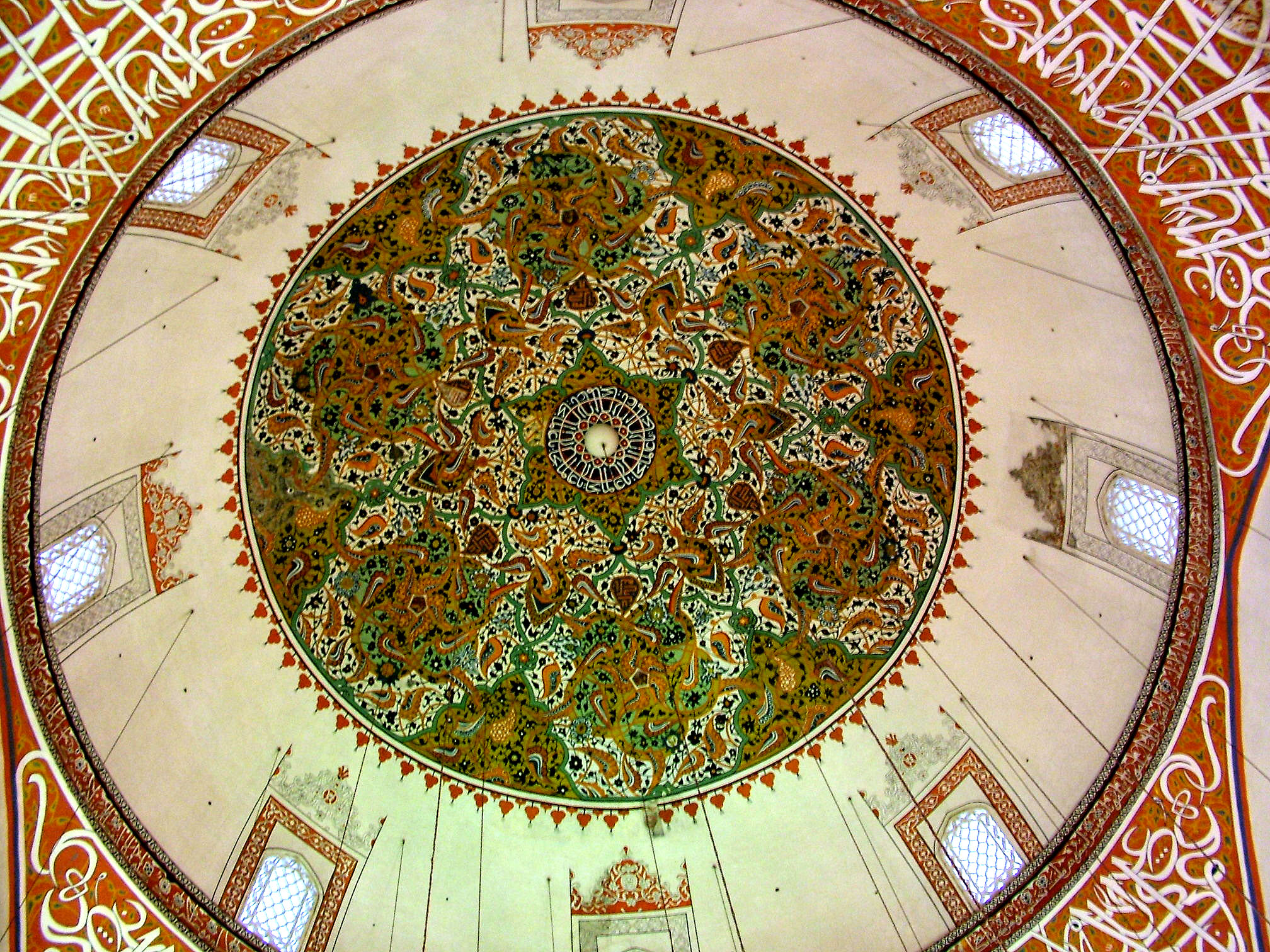
Konya Mevlana Múzeum kupolatere
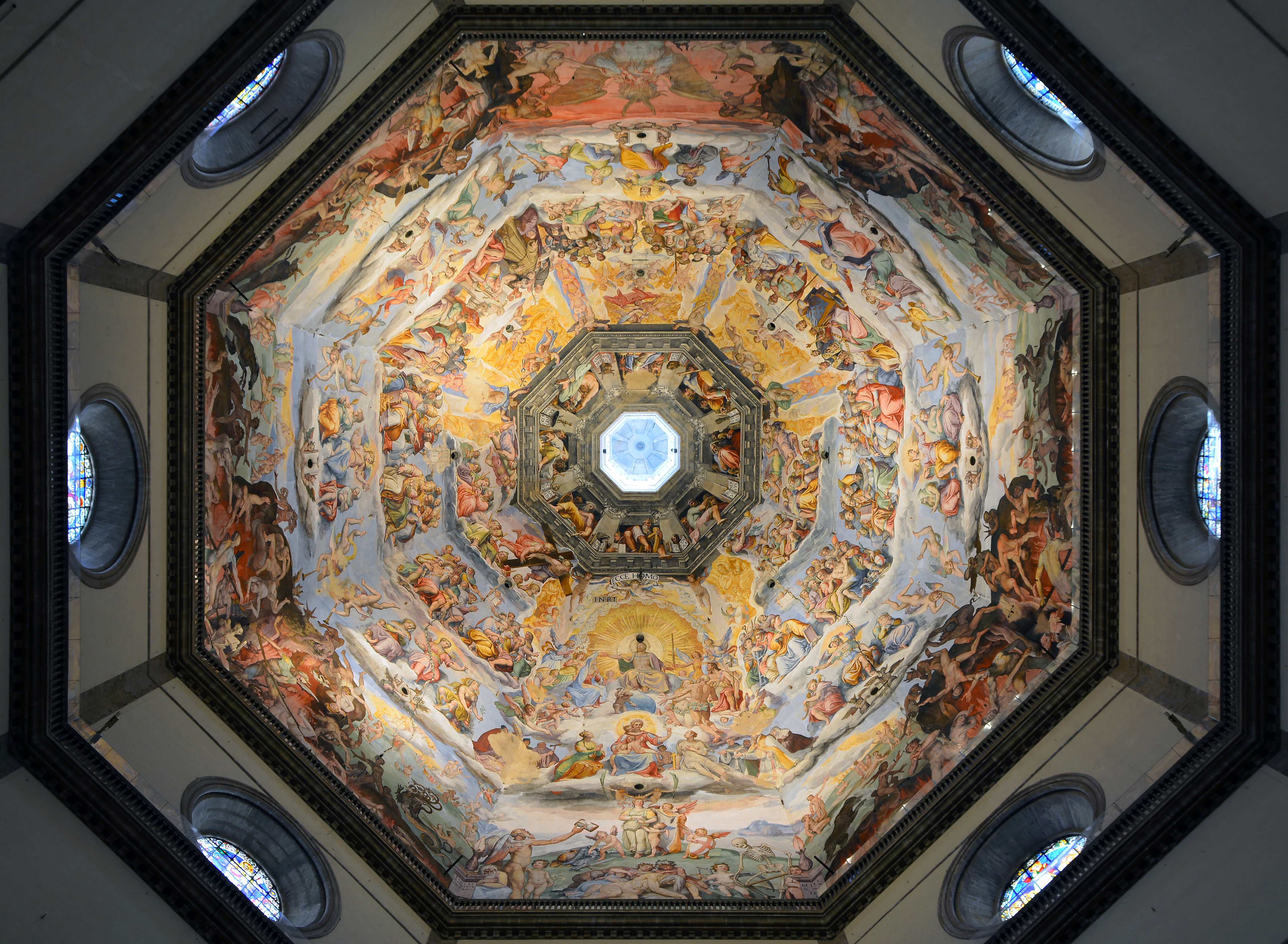
A Santa Maria del Fiore főszékesegyház kupolájának belseje, Firenze,

## Nevezetes kupolák
- Római Pantheon, Róma, Olaszország, Kr. u. 125
- Hagia Szophia, Isztambul, Törökország, 537
- Szikla-mecset, Jeruzsálem, Izrael, 691
- Szoltánije mecset, Szoltánije, Irán, 1312
- Santa Maria del Fiore, Firenze, Olaszország, 1436
- Szulejmán-mecset, Isztambul, Törökország, 1574
- Mevlana Múzeum Konya
- Szent Péter-bazilika, Vatikán, 1593
- Kék mecset, Isztambul, Törökország, 1616
- Tádzs Mahal, Agra, India, 1653
- Invalidusok, Párizs, Franciaország, 1708
- Szent Pál-székesegyház, London, Egyesült Királyság, 1708
- Izsák-székesegyház, Szentpétervár, Oroszország, 1858
- Capitolium, Washington, Amerikai Egyesült Államok, 1850-es évek

### Magyarországon
| Épület neve                   | Címer | Helység   | Felavatás éve |  |
| ----------------------------- | ----- | --------- | ------------- |  |
| Gázi Kászim pasa dzsámija     |       | Pécs      | 1546          |  |
| Szent Adalbert Főszékesegyház |       | Esztergom | 1856          |  |
| Egri székesegyház             |       | Eger      | 1836          |  |
| Szent István-bazilika         |       | Budapest  | 1905          |  |
| Országház                     |       | Budapest  | 1896          |  |